# 戀父情結
厄勒克特拉情結（英語：Electra complex），意譯作戀父情結，是由卡爾·榮格提出有關女性孩童性心理發展的一個學說。

## 定義
厄勒克特拉情結是弗洛伊德主張的一種觀點。這一名稱來自希臘神話中厄勒克特拉的故事，相傳厄勒克特拉因母親與其情人謀殺了她的父親，故決心替父報仇，最終她與其弟弟俄瑞斯忒斯殺死了自己的母親。